# Dalbert Henrique
Dalbert Henrique Chagas Estevão vagy egyszerűen: Dalbert (Barra Mansa, 1993. szeptember 8. –) brazil labdarúgó, aki 2017 és 2023 között az olasz Internazionale játékosa volt.

## Pályafutása
Brazíliában nevelkedett a Barra Mansa, aFluminense és Flamengo csapatainál, majd Portugáliába igazolt. Itt a Académico de Viseu és a Vitória SC csapatainál szerepelt. 2006 nyarán ismét országot váltott és a francia OGC Nice játékosa lett. Augusztus 14-én debütált a bajnokságban a Stade Rennais ellen. 2017. augusztus 9-én 2022 nyaráig kötelezte el magát az olasz Internazionale együtteséhez, amely 20 millió euró körüli összeget fizetett érte. 2019. augusztus 27-én a Fiorentina vette kölcsön.

## Statisztika
2017. augusztus 10-i állapotnak megfelelően.
| Klub                 | Szezon           | Bajnokság        | Bajnokság | Bajnokság | Kupa  | Kupa  | Nemzetközi | Nemzetközi | Összesen | Összesen |
| Klub                 | Szezon           | Bajnokság        | Mérk.     | Gólok     | Mérk. | Gólok | Mérk.      | Gólok      | Mérk.    | Gólok    |
| -------------------- | ---------------- | ---------------- | --------- | --------- | ----- | ----- | ---------- | ---------- | -------- | -------- |
| Académico de Viseu   | 2013–14          | Segunda Liga     | 4         | 0         | 0     | 0     | 0          | 0          | 4        | 0        |
| Académico de Viseu   | 2014–15          | Segunda Liga     | 35        | 1         | 6     | 1     | 0          | 0          | 41       | 2        |
| Académico de Viseu   | Összesen         | Összesen         | 39        | 1         | 6     | 1     | 0          | 0          | 45       | 2        |
| Vitória de Guimarães | 2015–16          | Primeira Liga    | 25        | 0         | 2     | 0     | 0          | 0          | 27       | 0        |
| Vitória de Guimarães | Összesen         | Összesen         | 25        | 0         | 2     | 0     | 0          | 0          | 27       | 0        |
| Nice                 | 2016–17          | Ligue 1          | 33        | 0         | 1     | 0     | 4          | 0          | 38       | 0        |
| Nice                 | 2017–18          | Ligue 1          | 0         | 0         | 0     | 0     | 2          | 0          | 2        | 0        |
| Nice                 | Összesen         | Összesen         | 33        | 0         | 1     | 0     | 6          | 0          | 40       | 0        |
| Internazionale       | 2017–18          | Serie A          | 0         | 0         | 0     | 0     | 0          | 0          | 0        | 0        |
| Internazionale       | Összesen         | Összesen         | 0         | 0         | 0     | 0     | 0          | 0          | 0        | 0        |
| Karrier összesen     | Karrier összesen | Karrier összesen | 97        | 1         | 9     | 1     | 6          | 0          | 112      | 2        |